# Sofia Kouvchinnikova
Sofia Petrovna Kouvchinnikova (en russe : Софья Петровна Кувшинникова), née Safonova en 1847 et morte en 1907, est une peintre russe, étudiante et maîtresse d'Isaac Levitan. Elle est le modèle de la protagoniste de la nouvelle d'Anton Tchekhov, La Cigale. Elle-même et Lévitan étaient les amis de Tchekhov. Douée pour la peinture et la musique elle s'intéresse aux artistes et à la vie artistique. Pavel Tretiakov fit l'acquisition d'une de ses toiles.

## Biographie

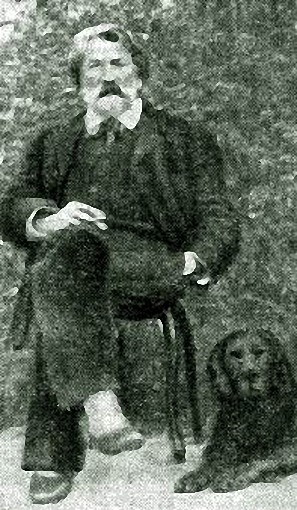
Dmitri Kouvchinnikov

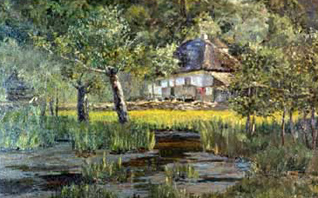
Jour tranquille en forêt par Kouvchinnikova, avant 1907

Les chasseurs à la halte par Vassili Perov avec le mari de Sofia Kouvchinnikova comme modèle (personnage à gauche).

Le mari de Sofia Kouvchinnikova est le docteur Dmitri Kouvchinnikov. L'appartement du couple est situé dans la Maison Ostermana, en dessous de la tour de guet de la caserne des pompiers dont il est le médecin. Le peintre Vassili Perov le représente dans son tableau Les chasseurs à la halte.
Vassili Perov le représente en tant que médecin réputé à Moscou et grand amateur de fusils de chasses. Après qu'en 1871, le tableau est exposé à la première exposition des Ambulants, le nom de Dmitri Kouvchinnikov devient populaire dans les cercles littéraires, théâtraux et artistiques. Son appartement devient un lieu où les écrivains, les peintres, les artistes aiment à se rassembler. On y rencontre Vassili Perov, Anton Tchekhov, Isaac Levitan.

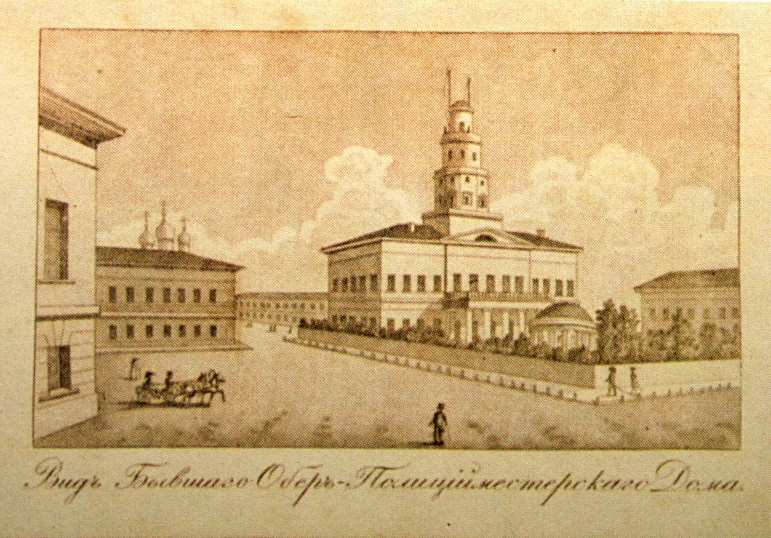
La maison Ostermana en 1825.

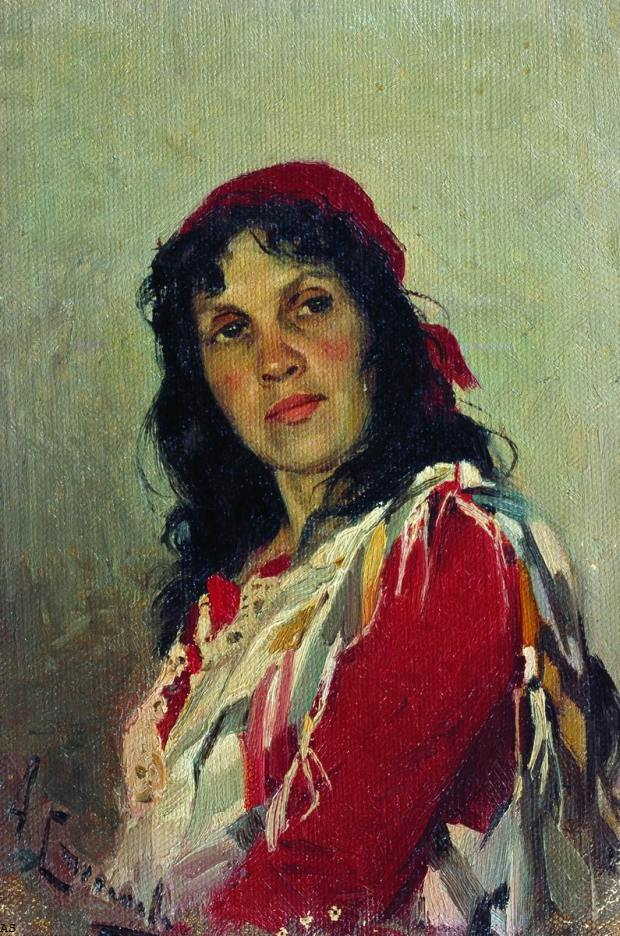
Alexeï Stepanov. Portrait de Sophie Petrovna Kouvchinnikova. 1888-1889. Musée de littérature de l'État.
C'était une femme d'environ quarante ans, pas vraiment belle, au visage basané de mulâtre, aux cheveux noirs… mais au corps superbe. Elle était très connue à Moscou comme “personnalité exceptionnelle”, comme on disait alors… (T. L. Chtchepkina-Koupernik)

Les hôtes du salon de Sofia Petrovna étaient les personnalités de l'époque : « Dans l'appartement modeste, situé sous la tour de guet d'une brigade de pompier de Moscou, elle avait créé un salon littéraire et artistique, devenu assez populaire à Moscou dans les années 1880—1890. Le soir on y trouvait des personnalités fort intéressantes :  Anton Tchekhov et son frère Mikhaïl Pavlovitch, l'écrivain S.S Glagol, la poétesse Tatiana Chtchepkina-Koupernik, l'actrice de théâtre Maria Iermolova, l'acteur Alexandre Lenski et son épouse Lydia, les peintres Nikolaï Dossekine, Fiodor Rerberg, le sculpteur Mikhaïl Mikechine… Le peintre A. A Volkov se souvient que “lorsque Ilia Répine arrivait de Moscou, il se rendait sans hésiter au salon de Kouvchnnikova”. »
Le frère d'Anton Tchekhov, Mikhaïl écrit à son sujet : « Dmitri Pavlovitch Kouvchinnikov était à cette époque médecin de la police. Il était le mari de Sofia Petrovna. Il exerçait ses activités professionnelles du matin au soir et Sofia, en son absence, s'occupait de peinture. Elle n'était pas particulièrement belle, mais excellait dans ses talents de femme. Elle était toujours bien habillée et pouvait se faire des toilettes élégantes avec des morceaux de tissus. Elle avait le talent précieux de conférer de la beauté et du confort aux appartements les plus ternes et en état lamentable. Tout semblait luxueux et élégant dans leur appartement, alors que à la place de canapés turques il n'y avait que des vieilles caisses à savon sur lequel elle posait des matelas puis des tapis. Aux fenêtres au lieu de rideaux étaient suspendus des filets de pêche. »
Elle ne se distinguait pas par une beauté inhabituelle, mais elle avait beaucoup de charme : « Sofia Petrovna était très bien faite. La silhouette d'Aphrodite, les yeux foncés, la peau foncée comme une mulâtre, elle attirait l'attention de tous, par son originalité. Une toile de sa main représentant des fleurs est acquise par Tretiakov ; elle joue du piano et les virtuoses de Moscou viennent l'écouter. Sofia Petrovna aimait autant la chasse que les arts et pendant longtemps elle disparaissait dans les bois près de Moscou, seule, habillée en homme, et revenait la carnassière pleine. Sofia Petrovna savait commander, elle avait beaucoup d'ascendant  sur ses interlocuteurs, comme avec son mari. Elle pouvait user de  patience, du silence. Elle avait un grand cœur et beaucoup de tendresse dissimulée. Elle était fière et courageuse, méprisant les calomnies sur son compte. (…) Elle était très économe : avec des morceaux de tissus bon marché elle se cousait de magnifiques robes. »
En août 1886, les frères d'Anton Tchekhov viennent chez elle avec Isaac Levitan, qui trouve avec les époux Kouvchinnikov « des admirateurs fervents et des amis chaleureux ».

### La rencontre avec Levitan
« Isaac Ilitch adorait la musique, et particulièrement quand Sofia Kouvchinnikova jouait au piano. Parfois, il peignait en écoutant de la musique. Elle, malgré la différence d'âge (Levitan avait alors 28 ans et elle 13 ans de plus) et défiant les principes, restait liée au peintre. Avec cela, même ses détracteurs lui reconnaissaient à la fois de l'audace et une sûreté de jugement. Elle mêlait ses manières anciennes et recherchées à une simplicité dans ses contacts sociaux, toujours se souciant de rendre des services à l'un ou l'autre dans le besoin. Active et énergique, elle entourait le peintre d'amour et de soins attentifs. » « Elle avait en elle beaucoup pour plaire et séduire, écrit Olga Knipper. On peut comprendre pourquoi elle a séduit Levitan. » « “Tu sais dans tes paysages tu as fait apparaître un sourire !” disait Anton Tchekhov à Levitan qui avait rapporté beaucoup de tableaux et d'études réalisés sur la Volga. Ce n'est pas étonnant, c'étaient les moments les plus heureux dans la vie du peintre. Il aime et il est aimé. Il est entouré de tendresse. Il sent que ses efforts artistiques sont soutenus… » écrit N. M. Ianovski Maksimov dans son ouvrage sur le peintre À travers le cristal magique….

Valentin Serov. Portrait d'Isaac Levitan. 1893.
Les femmes le trouvaient beau ; il le savait, et en profitait devant elles. Il était irrésistible pour elles, et il était vite fort amoureux. Ses passions étaient violentes, débutant toujours par le regard, puis par quelques folies jusqu'au moment de la conclusion. Dès le premier regard vers une femme qui l'intéressait, il laissait tout tomber et courrait vers elle, même si elle habitait loin de Moscou. Peu importe s'il était à genoux devant elle, s'il l'avait rencontrée à tel ou tel endroit, dans les allées d'un parc ou lors d'une réception (Mikhaïl Tchekov)

Au printemps 1888, Levitan, accompagné de ses amis peintres Alexeï Stepanov et Sofia Kouvchinnikova, partent en bateau sur l'Oka jusqu'à Nijni Novgorod, puis poursuivent vers la Volga. Pendant ce voyage, Levitan remarque la beauté inattendue de la petite ville tranquille de Ples. Il décide de s'y attarder et d'y vivre quelque temps. Il finit par ramener de cet été trois superbes tableaux (1888—1890). Ils seront suivis par d'autres en atelier.
« Durant huit ans, j'ai eu l'occasion d'être son élève en peinture et sa compagne à la chasse et dans la vie. Ces huit années consacrées à l'étude de la nature, sous la direction de Levitan, c'est plus que tout ce que peuvent vous apporter les écoles de peinture (S. P. Kouvchinnikova). »
Sa toile Le Soir. Plios doré, représente à droite de l'église, près des berges, une maison au toit rouge. C'est celle du marchand où Levitan et Kouvchinnikova vécurent quelque temps, et que l'amie du peintre représenta également sur une de ses toiles. Cette maison fait actuellement partie du musée-réserve de Ples,.

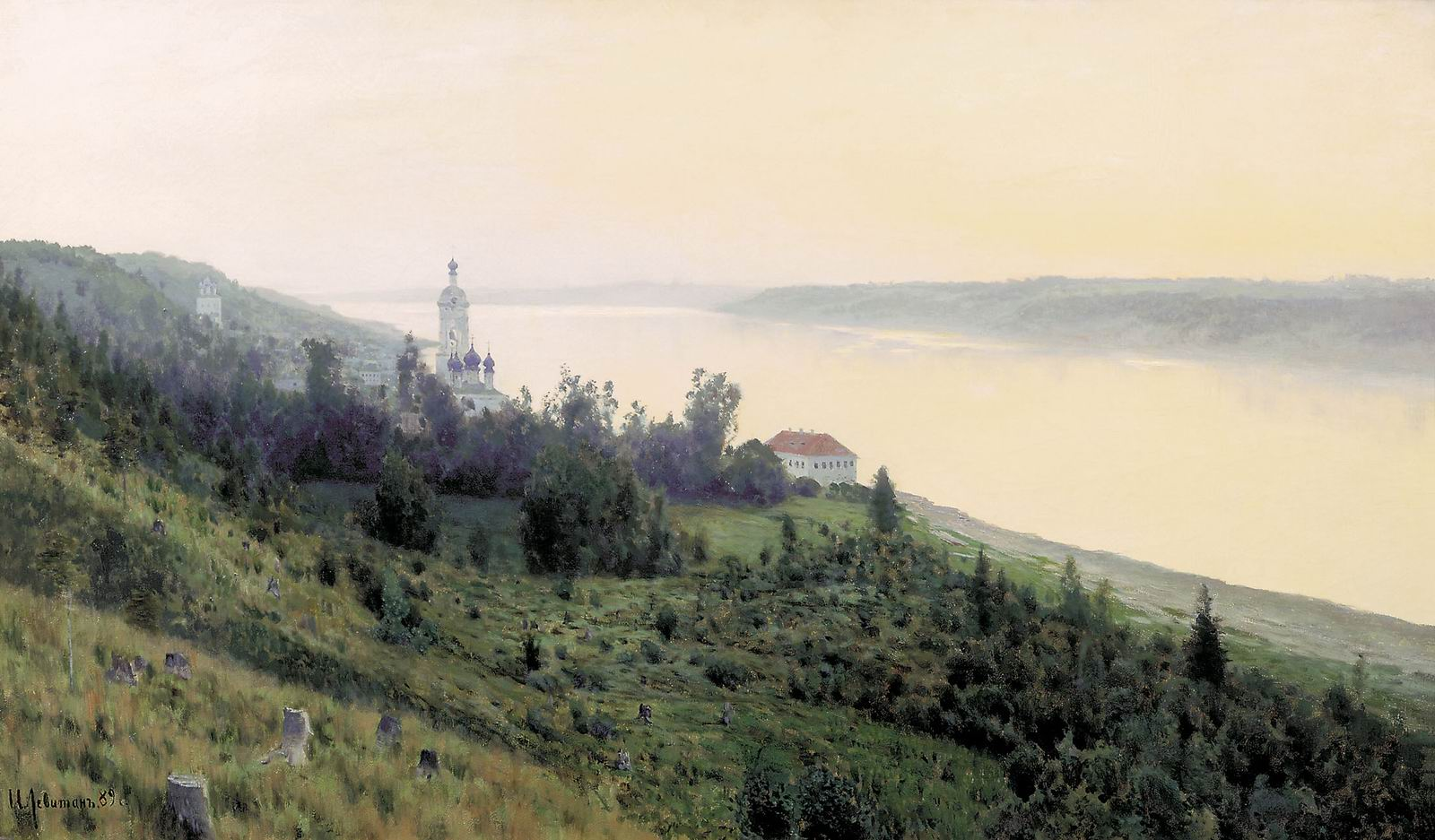
Levitan. Le Soir. Plios doré, 1889.

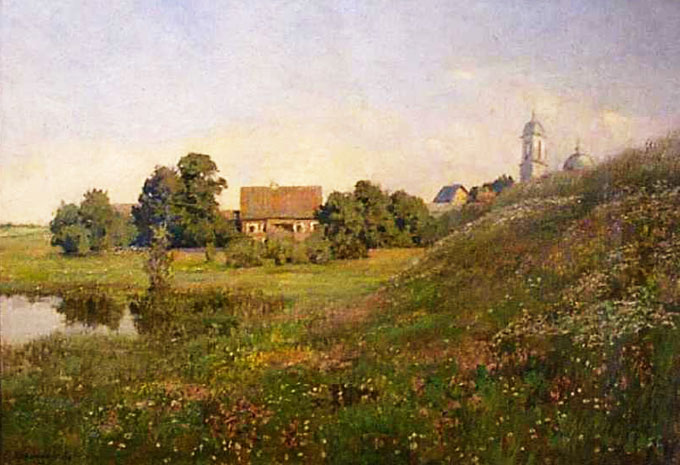
Paysage avec église, S. P. Kouvchinnikova. 1893

L'été 1894, Levitan et Sofia Kouvchinnikova repartent dans l'Oblast de Tver, à Ostrovno, sur les berges du lac éponyme. Ils sont installés dans la propriété de la famille Ouchakov. C'est là que Levitan imagine son tableau Paix éternelle. Mais la propriété Ouchakov est témoin d'un drame amoureux. Une des témoins de ce drame est Tatiana Chtchepkina-Koupernik que Sofia Petrovna avait invité. Dans la propriété voisine de Gorki (à un kilomètre et demi d'Ostrovno) arrivent de Saint-Pétersbourg Anna Nikolaevna Tourtchaninova avec ses deux filles. Cette famille est celle du vice-maire de Saint-Pétersbourg, I. N. Tourtchaninov propriétaire du domaine Gorki. Levitan tombe amoureux d'Anna Nikolaevna. Sofia Kouvchinnikova, dépitée, retourne à Moscou et elle ne reverra jamais plus Levitan.
Tatiana Chtchepkina-Koupernik  décrit ainsi ce qu'elle a vu de ces évènements : « Nos vies ont été bouleversées par une idylle au milieu de l'été. Des voisins de Saint-Pétersbourg sont arrivés dans leur propriété voisine. Des membres de la famille d'un fonctionnaire en vue de la ville, Ivan Tourtchaninov, propriétaire d'un domaine voisin. Ils apprennent que Levitan vit à proximité et viennent rendre visite à Sofia Petrovna. Ainsi débutent les relations. C'était une mère avec ses deux filles, charmantes et de notre âge. La mère avait l'âge de Sofia Petrovna. Trop maquillée au goût de Sofia, des toilettes élégantes, des manières de Saint-Pétersbourg... Et voilà que survient le drame.
Nous, les plus jeunes, nous continuions notre vie, mais sous nos yeux se jouait ce drame… qui a pris fin par la victoire complète des dames de la capitale et la déchirure amoureuse pour Levitan et Sofia Petrovna… »
Après sa séparation d'avec Levitan, Sofia Petrovna séjourne encore par deux fois à Ples, en 1895 et 1897, et y réalise des études.

#### Rencontre avec Anton Tchekhov

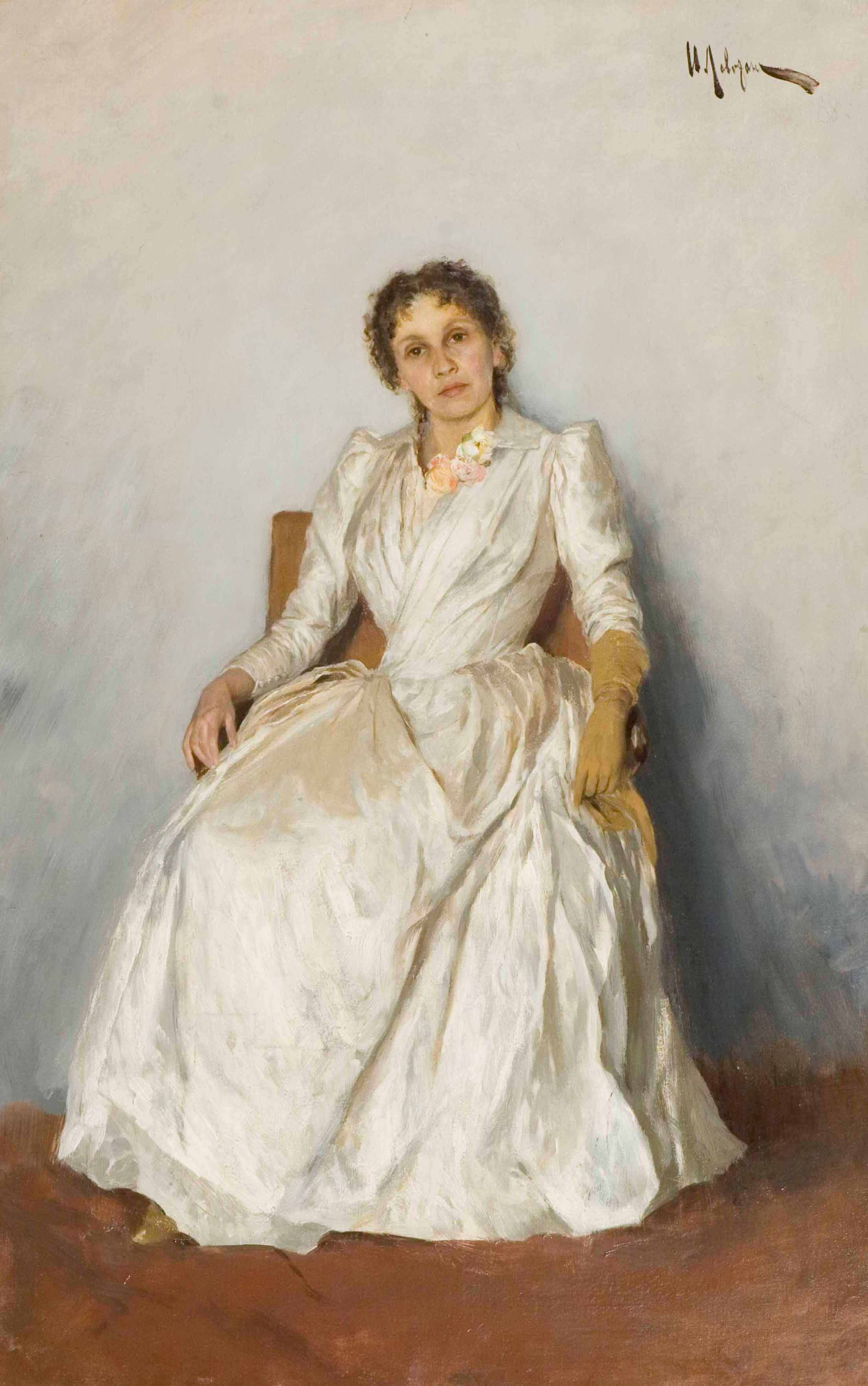
Isaac Levitan. Portrait de Sofia Petrovna Kouvchinnikova. 1888. Musée-appartement Isaak Brodsky, Saint-Pétersbourg.

Au début, la relation entre Sophie Petrovna et Anton Tchekhov était des plus amicales. Il est vrai que Tchekhov était un peu moqueur et qu'il aimait l'appeler “Sapho”. Ils se rencontraient souvent. Mais le 21 avril 1890 Tchekhov part pour l'île de Sakhaline, et, comme les meilleurs amis, Levitan et Kouvchinnikova l'accompagnent jusqu'à la Laure de la Trinité-Saint-Serge pour le départ. Mais déjà à ce moment quelque chose a changé dans leurs relations et un petit froid est apparu entre Tchekhov et Sofia.
La raison de leur séparation est le scandale des relations entre le mari Kouvchinnikov, Sofia Petrovna et Levitan. Ce qui fera de Sofia et de Levitan les modèles du récit d'Anton Tchekhov intitulé La Cigale. Le récit est perçu à juste titre comme un pamphlet et une vengeance provenant de la jalousie et est débattu avec passion par le public,,,.
Michael Tchekhov, le frère d'Anton (et son biographe) se souvient : « Habituellement, l'été les artistes moscovites partaient préparer leurs croquis sur la Volga, à Slavinskaïa Sloboda, près de Zvenigorod et vivaient là ensemble durant plusieurs mois. Levitan partit aussi mais ... ensemble avec Sofia Petrovna. Elle vécut tout l'été sur la Volga. Un autre année elle y est partie avec Levitan comme une élève. Parmi nos amis et connaissances nous nous étions entendu pour que cela reste un secret. Au début, on pensait que le mari se taisait et supportait sa souffrance. Mais en réalité, Anton Tchekhov avait compris et n'approuvait pas Sofia Petrovna.  En fin de compte, il n'a pas pu résister et écrit son récit La Cigale, qui reprend tous les antagonistes. La mort du médecin Dymov au travail dans le récit a, bien entendu, été inventée. La parution du récit de Tchekhov dans la presse a suscité de nombreuses discussions parmi les amis et connaissances du couple. »
Selon les contemporains qui ont connu Sofia Kouvchinnikova, cette dernière était beaucoup plus profonde que l'héroïne du récit de Tchekhov. Ses leçons de musique et surtout de peinture n'étaient pas aussi superficielles que celles d'Olga dans le récit. Sofia participait à des expositions, une de ses toiles a été acquise par Pavel Tretiakov. Cependant Tchekhov avait visité la maison des Kouvchinnikov et trouvait l'intérieur décoré par Sofia comme un « musée de peluches » qui ne la mettait pas vraiment en valeur. Tatiana Chtchepkina-Koupernik réussit par la suite à réconcilier Levitan et Tchekhov.

### Fin de vie
Sofia Kouvchinnikova meurt près Moscou de dysenterie à l'âge de 60 ans.